# 多姆湖
53°42′12″N 10°46′52″E / 53.70333°N 10.78111°E

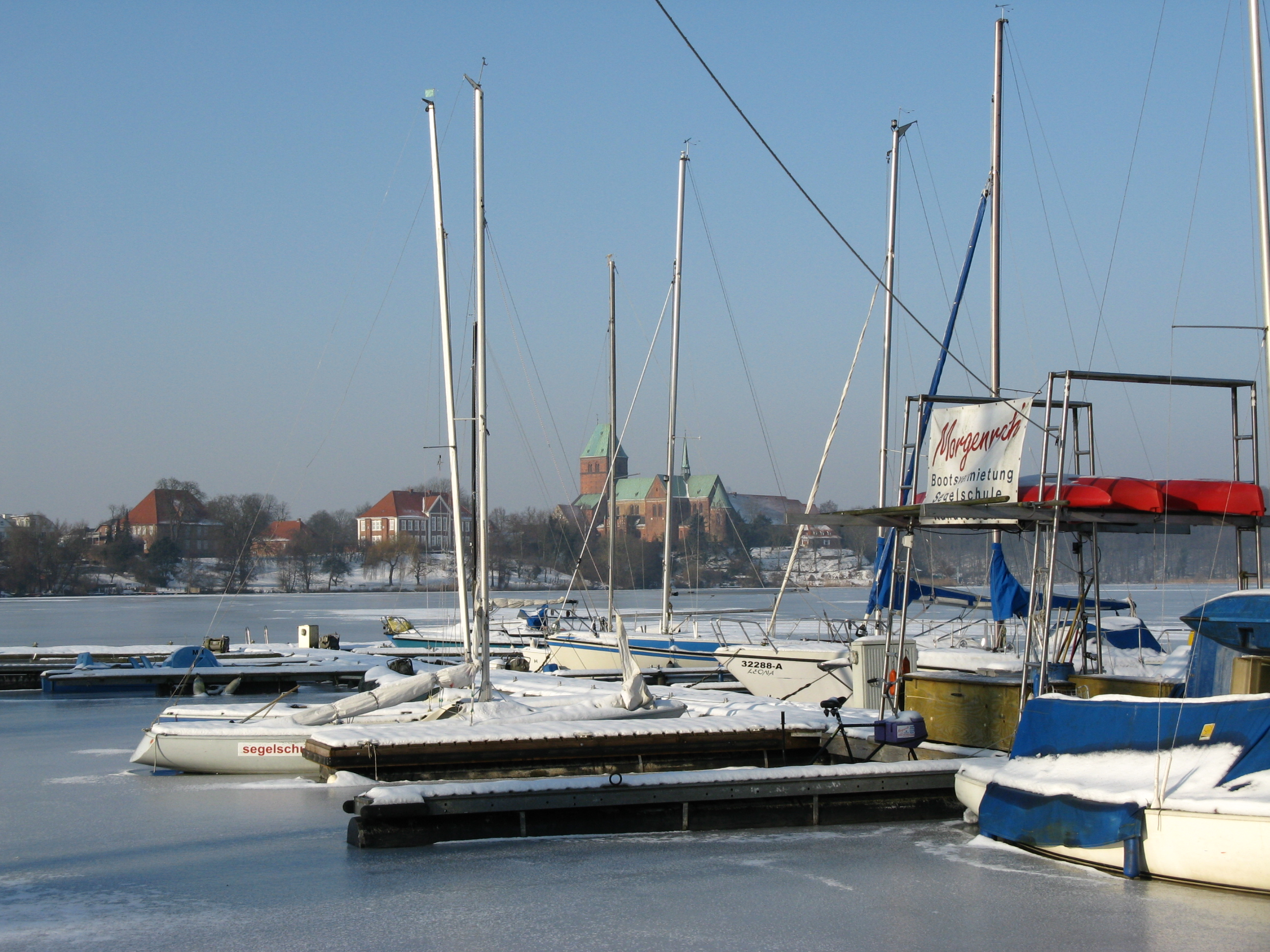

多姆湖（德語：Domsee），是德國的湖泊，位於該國北部石勒蘇益格-荷爾斯泰因州，由勞恩堡縣負責管轄，面積0.68平方公里，海拔高度3米，平均水深11米，最大水深17米，水體容量775萬立方米，湖岸線長度3.8公里。